# 幸福会山岸会

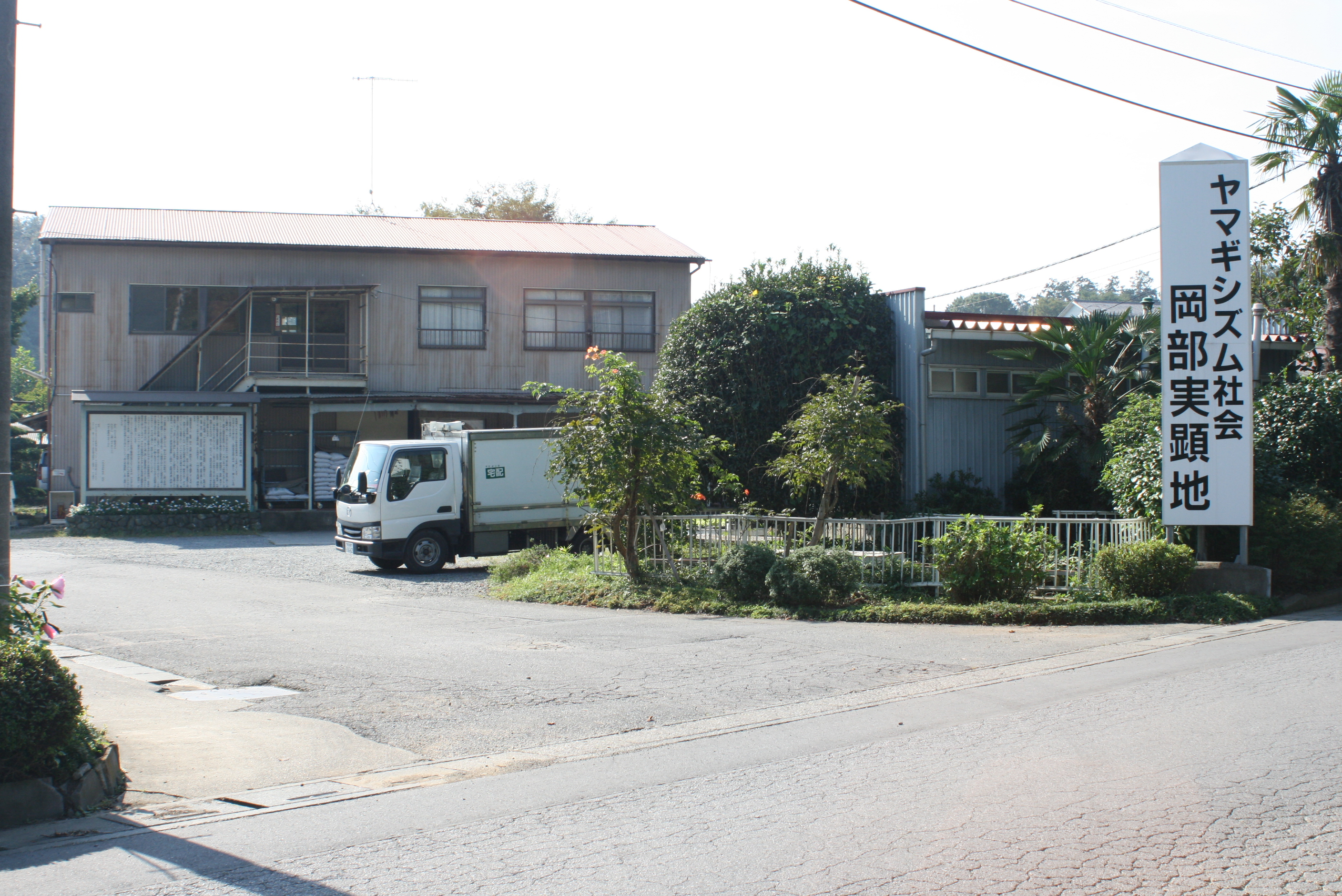
山岸会冈部实践地，位于埼玉县深谷市

幸福会山岸会（日语：／），通称山岸会或山岸，是日本的一个以农业和畜牧业为基础，旨在实现乌托邦理想的组织（具有农事组合法人地位）。总部位于東京都町田市。
1953年3月（昭和28年），以山岸巳代藏所倡导的“山岸主义”为基础，作为社会活动的实践母体的“山岸式养鸡会”成立；约10天后，改名为“山岸会”；1995年（平成7年），改名为“幸福会山岸会”。该组织完全否定“所有”的概念，信奉“无所有一体”的生活信条。其生活方式有时被比作1960年代的所谓嬉皮士共同体（原始共产主义），但与重视基督教与家庭的阿米什人不同，两者有着不同的含义。
在销售额方面，该组织是农事组合法人中的顶尖企业。实践“山岸主义”社会的场所——“山岸主义社会实践地”在日本全国有26处，约1500人共同生活。此外，在巴西、瑞士、韩国、澳大利亚、美国和泰国等地也有6处社会实践地，还有约5万名未参与社会实践的会员。
在1990年代，该组织被媒体广泛报道，并受到外界的强烈批评。1996年，德国联邦政府与德国各州合作，制作一本名为《德意志联邦共和国的所谓青年邪教和精神异常团体》的宣传册，列举当时呈增加趋势的新兴宗教团体，其中包括山岸会，称其为“山岸（具有精神和环境要素的日本新兴宗教）”。
该组织禁止成员外泄组织的详细内部情况。